# Floridante
Floridante (HWV 14) er en opera seria i tre akter af Georg Friedrich Händel. Den italienske libretto blev skrevet Paolo Antonio Rolli efter Francesco Silvanis La Costanza in Trionfo.
Operaen blev opført første gang på King's Theatre i London den 9. december 1721 og igen i en revideret version den 4. december 1722. Den blev opført i Hamborg i 1723 og genopført i London med yderligere revisioner i 1727 og 1733. Den næste iscenesættelse, og den første moderne opførelse, fandt sted på Unicorn Theatre i Abingdon i Oxfordshire den 10. maj 1962.
Manuskriptet til det afsluttende kor fra operaen blev opdaget i 1930'erne.

## Roller
| Rolle                      | Stemmetype    | Originalbesætning, 9. december 1721 (Dirigent: -) |
| -------------------------- | ------------- | ------------------------------------------------- |
| Floridante, thrakisk prins | Kastratalt    | Senesino                                          |
| Oronte, konge af Persien   | Bas           | Giuseppe Maria Boschi                             |
| Timante, prins af Tyre     | Soprankastrat | Benedetto Baldassari                              |
| Rossane, Orontes datter    | Sopran        | Maddalena Salvai                                  |
| Elmira                     | Alt           | Anastasia Robinson                                |
| Coralbo, persisk satrap    | Bas           |                                                   |

## Diskografi
- Sharon Rostorf-Zamir (Rossane), Roberta Invernizzi (Timante), Joyce DiDonato (Elmira), Marijana Mijanovic (Floridante), Riccardo Novaro ( Coralbo), Vito Priante (Oronte), Il complesso Barocco, d. Alan Curtis. Deutsche Grammophon 289 477 6.566.[3]
- Katalin Farkas (Rossane), Maria Zádori (Timante), Anette Markert (Elmira), Drew Minter (Floridante), József Moldvay (Coralbo), István Gati ( Oronte), Capella Savaria, d. Nicholas McGegan. Hungaroton.